# Papagayo E.
Papagayo E., född 26 maj 2010, är en norsk varmblodig travhäst som tävlade mellan 2012 och 2016. Han tränades av Jan Kristian Waaler och kördes av Vidar Hop eller Ulf Ohlsson. Han räknas som en av Norges bästa travhästar genom tiderna.
Papagayo E. tävlade mellan åren 2012–2016 och sprang in 8,8 miljoner norska kronor på 30 starter, varav 12 segrar, 5 andraplatser och 6 tredjeplatser. Han tog karriärens största seger i International Trot (2015). Bland andra stora segrar räknas Norskt Trav-Kriterium (2013), Jarlsberg Grand Prix (2014) och Forus Open (2015). Han kom även på andraplats i Jubileumspokalen (2015) och Oslo Grand Prix (2016) samt på tredjeplats i Grosser Preis von Deutschland (2014), H.K.H. Prins Daniels Lopp (2015) och Oslo Grand Prix (2015).

## Karriär

### Tiden som unghäst
Papagayo E. visade snabbt att han hörde till kulltoppen, när han som treåring segrade i Norskt Trav-Kriterium. Under treåringssäsongen tog han 4 segrar på fem starter, och fram till september 2014 var han aldrig sämre än tvåa i lopp. Som fyraåring segrade han i Jarlsberg Grand Prix, och startade därefter som jättefavorit i Norges största lopp för fyraåringar, Norskt Travderby. I loppet galopperade han från start, men lyckades ändå spurta till en fjärdeplats. Han gjorde även sin första och enda start i Frankrike i Critérium Continental på Vincennes, där han slutade oplacerad.

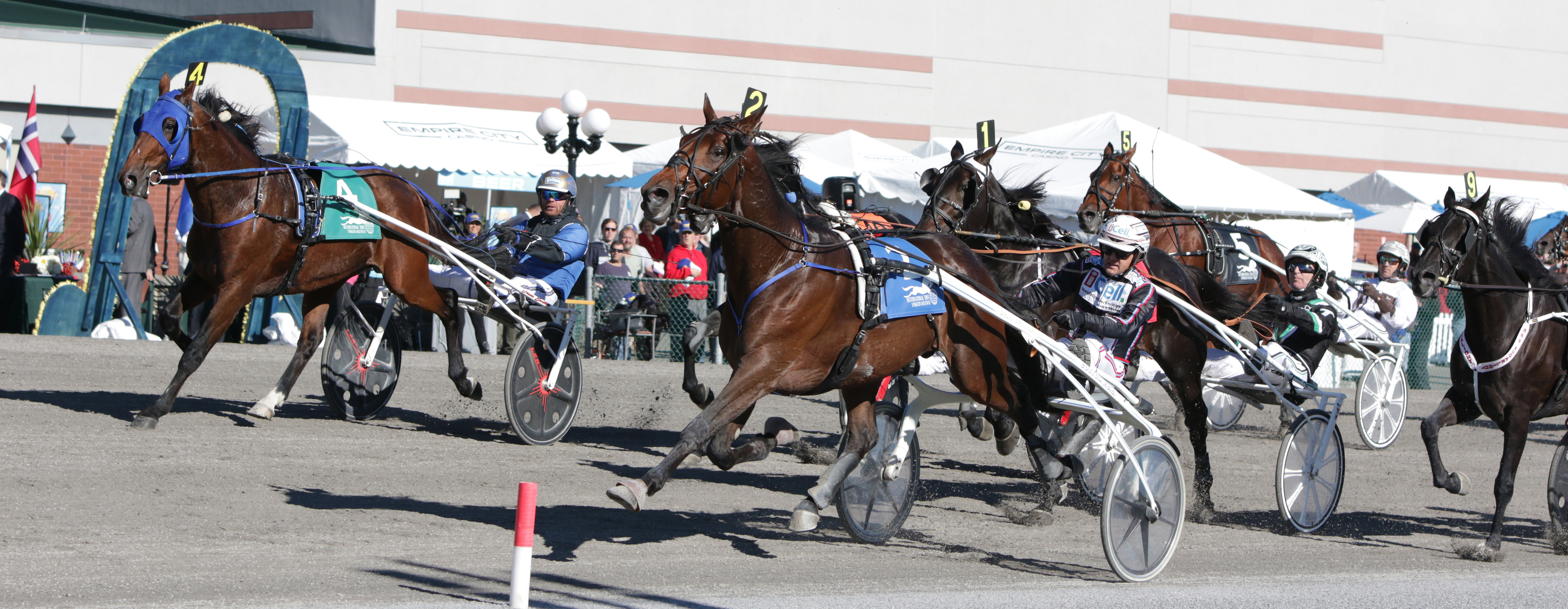
Papagayo E. segrar i International Trot 2015.

### I världseliten
Under femåringssäsongen tävlade han ständigt mot eliten, och kördes då av andra kuskar än Vidar Hop, som tidigare varit hans ordinarie kusk. Under 2015 blev han utvald att representera Norge i International Trot på Yonkers Raceway i New York, och det meddelades även att Ulf Ohlsson skulle köra honom. Tillsammans segrade de i loppet, och både Papagayo E. och Ulf Ohlsson tog sin karriärs största seger.
Under 2016 startade han både i Oslo Grand Prix, där han kom på andra plats, och i Ulf Thoresens Minneslopp, där han slutade på femte plats, och som kom att bli hans sista start i tävlingskarriären.

### Slutet på karriären
Efter starten i Ulf Thoresens Minneslopp skadade han sig i ett gaffelband, och tvingades ta en paus från att tävla. I februari 2018 meddelades det att Papagayo E. slutar att tävla, och kommer framöver vara verksam som avelshingst.
Under 2018 betäckte han preliminärt 74 ston i Norge.

## Statistik
| Statistik för Papagayo E. (Ref.) | Statistik för Papagayo E. (Ref.) | Statistik för Papagayo E. (Ref.) | Statistik för Papagayo E. (Ref.) | Statistik för Papagayo E. (Ref.) | Statistik för Papagayo E. (Ref.) |
| -------------------------------- | -------------------------------- | -------------------------------- | -------------------------------- | -------------------------------- | -------------------------------- |
| Starter                          | Placeringar                      | Startprissumma                   | Segerprocent                     | Platsprocent                     | Rekord                           |
| 30                               | 12-5-6                           | 8 240 309 NOK                    | 40 %                             | 77 %                             | 1.09,5ak, 1.18,2am,              |

### Starter
| #  | Datum             | Lopp                                      | Bana      | Kusk           | Odds | Tid      | Dist.   | Plac. | Vinstbelopp | Ref.   |
| -- | ----------------- | ----------------------------------------- | --------- | -------------- | ---- | -------- | ------- | ----- | ----------- | ------ |
| -  | 22 augusti 2012   | Kvallopp                                  | Bjerke    | Vidar Hop      | NB   | 1.27,6   | 1 640 m | -     | 0,-         | [ 11 ] |
| -  | 30 augusti 2012   | Kvallopp                                  | Jarlsberg | Vidar Hop      | NB   | 1.26,4   | 2 100 m | -     | 0,-         | [ 12 ] |
| -  | 11 april 2013     | Provlopp                                  | Jarlsberg | Vidar Hop      | NB   | 1.22,0   | 2 100 m | -     | 0,-         | [ 13 ] |
| 1  | 26 april 2013     | Rekruttløp                                | Jarlsberg | Vidar Hop      | 30   | 1.18,2   | 2 100 m | 2     | 5 000,-     | [ 14 ] |
| 2  | 21 maj 2013       | Lopp 3                                    | Bjerke    | Vidar Hop      | 30   | 1.17,2a  | 2 100 m | 1     | 15 000,-    | [ 15 ] |
| -  | 26 juli 2013      | Lopp 8                                    | Biri      | Vidar Hop      | str. | str.     | 2 100 m | str.  | str.        | [ 16 ] |
| 3  | 6 augusti 2013    | Lopp 3                                    | Bjerke    | Vidar Hop      | 13   | 1.16,9a  | 2 100 m | 1     | 15 000,-    | [ 17 ] |
| 4  | 27 augusti 2013   | Uttagningslopp till Norskt Trav-Kriterium | Bjerke    | Vidar Hop      | 17   | 1.16,2a  | 2 100 m | 1     | 30 000,-    | [ 18 ] |
| 5  | 8 september 2013  | Norskt Trav-Kriterium                     | Bjerke    | Vidar Hop      | 45   | 1.14,4a  | 2 100 m | 1     | 750 000,-   | [ 19 ] |
| 6  | 14 juni 2014      | Kronprins Haakons Pokalløp                | Drammen   | Vidar Hop      | 20   | 1.15,8a  | 2 500 m | 2     | 75 000,-    | [ 20 ] |
| 7  | 11 juli 2014      | Uttagningslopp till Jarlsberg Grand Prix  | Jarlsberg | Vidar Hop      | 17   | 1.11,7a  | 1 609 m | 1     | 30 000,-    | [ 21 ] |
| 8  | 11 juli 2014      | Jarlsberg Grand Prix                      | Jarlsberg | Vidar Hop      | 18   | 1.11,0a  | 1 609 m | 1     | 300 000,-   | [ 22 ] |
| 9  | 27 augusti 2014   | Uttagningslopp till Norskt Travderby      | Bjerke    | Vidar Hop      | 10   | 1.15,2ag | 2 600 m | 1     | 30 000,-    | [ 23 ] |
| 10 | 7 september 2014  | Norskt Travderby                          | Bjerke    | Vidar Hop      | 16   | 1.14,8a  | 2 600 m | 4     | 175 000,-   | [ 24 ] |
| 11 | 24 september 2014 | Varmblodiga, 460.001 - 1.625.000 kr       | Solvalla  | Vidar Hop      | 63   | 1.12,0a  | 1 640 m | 0     | 0,-         | [ 25 ] |
| 12 | 12 oktober 2014   | Grosser Preis von Deutschland             | Hamburg   | Vidar Hop      | 216  | 1.13,1a  | 2 720 m | 3     | 210 863,-   | [ 26 ] |
| 13 | 1 november 2014   | DNT:s Høstfinale                          | Sørlandet | Vidar Hop      | 15   | 1.14,9a  | 2 140 m | 1     | 100 000,-   | [ 27 ] |
| 14 | 22 november 2014  | Axel Jensens Minneslopp                   | Bjerke    | Vidar Hop      | 87   | 1.11,9a  | 1 609 m | 4     | 30 000,-    | [ 28 ] |
| 15 | 21 december 2014  | Critérium Continental                     | Vincennes | Vidar Hop      | 128  | 1.11,3a  | 2 100 m | 0     | 0,-         | [ 29 ] |
| 16 | 25 mars 2015      | Thon Hotel Linne løpet                    | Bjerke    | Vidar Hop      | 49   | 1.13,2a  | 2 100 m | 2     | 15 000,-    | [ 30 ] |
| 17 | 18 april 2015     | Kjell P. Dahlströms Minne                 | Mantorp   | Ulf Ohlsson    | 80   | 1.11,5a  | 2 140 m | 1     | 195 040,-   | [ 31 ] |
| 18 | 2 maj 2015        | Scandic løpet                             | Forus     | Vidar Hop      | 15   | 1.11,7a  | 2 040 m | 1     | 250 000,-   | [ 32 ] |
| 19 | 23 maj 2015       | H.K.H. Prins Daniels Lopp                 | Gävle     | Björn Goop     | 70   | 1.09,5a  | 1 609 m | 3     | 84 842,-    | [ 33 ] |
| 20 | 14 juni 2015      | Oslo Grand Prix                           | Bjerke    | Vidar Hop      | 65   | 1.11,5a  | 2 100 m | 3     | 375 000,-   | [ 34 ] |
| 21 | 5 juli 2015       | Anders Jahres Pokallopp                   | Jarlsberg | Vidar Hop      | 20   | 1.10,6a  | 2 100 m | 1     | 300 000,-   | [ 35 ] |
| 22 | 28 juli 2015      | Europeiskt femåringschampionat            | Jägersro  | Vidar Hop      | 26   | 1.12,2a  | 2 140 m | 4     | 52 661,-    | [ 36 ] |
| 23 | 19 augusti 2015   | Jubileumspokalen                          | Solvalla  | Erik Adielsson | 47   | 1.11,7a  | 2 140 m | 2     | 390 080,-   | [ 37 ] |
| 24 | 13 september 2015 | UET Trotting Masters                      | Mons      | Éric Raffin    | 65   | 1.12,3a  | 2 300 m | 5     | 192 707,-   | [ 38 ] |
| 25 | 10 oktober 2015   | International Trot                        | Yonkers   | Ulf Ohlsson    | 108  | 1.12,6a  | 2 011 m | 1     | 3 692 450,- | [ 39 ] |
| 26 | 19 mars 2016      | Steinlagers Æresløp                       | Momarken  | Ulf Ohlsson    | 18   | 1.12,1a  | 1 640 m | 3     | 60 000,-    | [ 40 ] |
| 27 | 9 april 2016      | Olympiatravet, deltävling 2               | Axevalla  | Ulf Ohlsson    | 29   | 1.11,0a  | 2 140 m | 3     | 38 333,-    | [ 41 ] |
| -  | 30 april 2016     | Olympiatravet                             | Åby       | Ulf Ohlsson    | str. | str.     | 2 140 m | str.  | str.        | [ 42 ] |
| 28 | 14 maj 2016       | Algot Scotts Minne                        | Åby       | Ulf Ohlsson    | 35   | 1.10,5a  | 1 609 m | 3     | 38 333,-    | [ 43 ] |
| 29 | 12 juni 2016      | Oslo Grand Prix                           | Bjerke    | Ulf Ohlsson    | 93   | 1.10,8a  | 2 100 m | 2     | 750 000,-   | [ 44 ] |
| 30 | 10 juli 2016      | Ulf Thoresens Minneslopp                  | Jarlsberg | Ulf Ohlsson    | 28   | 1.11,5a  | 2 100 m | 5     | 40 000,-    | [ 45 ] |

## Stamtavla
| Efter Coktail Jet 1990   | Quouky Williams 1982 | Fakir du Vivier | Sabi Pas         |
| Efter Coktail Jet 1990   | Quouky Williams 1982 | Fakir du Vivier | Ua Uka           |
| Efter Coktail Jet 1990   | Quouky Williams 1982 | Dolly Williams  | Pacha Grandchamp |
| Efter Coktail Jet 1990   | Quouky Williams 1982 | Dolly Williams  | Quassia Williams |
| Efter Coktail Jet 1990   | Armbro Glamour 1985  | Super Bowl      | Star's Pride     |
| Efter Coktail Jet 1990   | Armbro Glamour 1985  | Super Bowl      | Pillow Talk      |
| Efter Coktail Jet 1990   | Armbro Glamour 1985  | Speedy Sug      | Speedy Count     |
| Efter Coktail Jet 1990   | Armbro Glamour 1985  | Speedy Sug      | Sug              |
| Undan Ann Speedy T. 1998 | Speedy Tomali 1983   | Speedy Somolli  | Speedy Crown     |
| Undan Ann Speedy T. 1998 | Speedy Tomali 1983   | Speedy Somolli  | Somolli          |
| Undan Ann Speedy T. 1998 | Speedy Tomali 1983   | Vichyssiose     | Christopher T.   |
| Undan Ann Speedy T. 1998 | Speedy Tomali 1983   | Vichyssiose     | Clorinda Hanover |
| Undan Ann Speedy T. 1998 | Ann Gretchen 1989    | Linus T.        | Speedy Crown     |
| Undan Ann Speedy T. 1998 | Ann Gretchen 1989    | Linus T.        | Gretchen Ann     |
| Undan Ann Speedy T. 1998 | Ann Gretchen 1989    | Denise Marie L. | Manana           |
| Undan Ann Speedy T. 1998 | Ann Gretchen 1989    | Denise Marie L. | Nulles Pride     |